# Lola (canción)
«Lola» es una canción escrita por Ray Davies e interpretada por The Kinks, que detalla un encuentro romántico entre un chico joven y una mujer trans que conoce en una discoteca del Soho en Londres. Lanzado en junio de 1970, el sencillo fue extraído del álbum Lola versus Powerman and the Moneygoround, Part One y alcanzó el número dos en las listas del Reino Unido y el nueve en las de Estados Unidos. Quedó en el puesto 422 en la lista de Rolling Stone de las 500 mejores canciones de todos los tiempos. Es muy famosa por su potente riff en do-re-mi.

## Inspiración para la canción
En el libro The Kinks: The Official Biography, Ray Davies dice que escribió esta canción después de que el mánager del grupo, Robert Wace, aparentemente hubiese pasado la noche bailando con una travesti. Al respecto Davies recordó:

Recuerdo un incidente en una discoteca. En su apartamento, Robert Wace había estado bailando con esta chica negra y dijo: "Realmente estoy a punto de hacer algo". Y nos pareció bien hasta que nos fuimos a las 6 de la mañana, y entonces le dije: "¿Has visto su barba?" y él dijo "Sí, pero estaba demasiado trompa para importarme, o eso creo..."

A finales de 1969, el padre de Davies le animó a enfocar su energía para componer un nuevo hit mundial, después de un largo período de sequía musical, y Lola fue el resultado. Davies y The Kinks pasaron mucho tiempo (bastante más que con el resto de las canciones del álbum) produciendo y arreglando la canción en los estudios Morgan de Londres a principios del año 1971.

## Veto en la BBC
La canción fue vetada en la cadena nacional británica por publicidad por emplazamiento de Coca-Cola. Por esta razón, Ray Davies se vio obligado a hacer un vuelo de ida y vuelta de 11.000 km desde Nueva York a Londres, regresando el 3 de junio de 1970 e interrumpiendo la gira americana de la banda, para cambiar esas palabras a la "cherry cola" genérica para la versión individual, que también se incluye en varios álbumes recopilatorios.